# Anatolij Kułażenkow
Anatolij Gieorgijewicz Kułażenkow (ros. Анатолий Георгиевич Кулаженков, 1911–1982) – radziecki dyplomata.

## Życiorys
Należał do WKP(b), 1931 ukończył Moskiewski Instytut Pedagogiczny, od 1937 pracował w Ludowym Komisariacie Spraw Zagranicznych ZSRR, 1941 był I sekretarzem Ambasady ZSRR we Włoszech. W 1942 był konsulem generalnym ZSRR w Tebrizie (Iran), 1942-1944 radcą Ambasady ZSRR w Turcji, 1944-1945 zastępcą kierownika Wydziału I Europejskiego Ludowego Komisariatu Spraw Zagranicznych ZSRR, a 1945-1946 radcą Ambasady ZSRR w Grecji. Do kwietnia 1946 kierował Wydziałem VI Europejskim Ministerstwa Spraw Zagranicznych ZSRR, od 30 kwietnia 1946 do 20 grudnia 1950 był ambasadorem nadzwyczajnym i pełnomocnym ZSRR w Szwajcarii, od grudnia 1950 do lipca 1953 kierował Wydziałem Protokolarnym MSZ ZSRR, od 19 lipca 1953 do 28 lutego 1957 był ambasadorem nadzwyczajnym i pełnomocnym ZSRR w Meksyku. Od lutego 1957 do maja 1959 był zastępcą kierownika Wydziału Państw Ameryki MSZ ZSRR, od 8 maja 1959 do 11 października 1961 stałym przedstawicielem ZSRR w UNESCO, potem do września 1962 zastępcą kierownika Wydziału Państw Ameryki Łacińskiej MSZ ZSRR, a od 21 września 1962 do 21 października 1964 ambasadorem nadzwyczajnym i pełnomocnym ZSRR w Tunezji. Od 25 sierpnia 1966 do 13 kwietnia 1968 był ambasadorem nadzwyczajnym i pełnomocnym ZSRR w Senegalu i jednocześnie w Gambii.